# Più bella cosa
Più bella cosa  é uma canção escrita e interpretada por Eros Ramazzotti em 1996. É o primeiro single do álbum Dove c'è musica. O single entrou em várias paradas musicais de diversos países da Europa.